# Джед Брофі
Джед Брофі (англ. Jed Brophy; нар. 29 жовтня 1963, Манавату-Вангануї) — новозеландський актор.

## Біографія
Брофі Джед народився 1963 р., новозеландський актор. Він знімався в декількох фільмах Пітера Джексона, включаючи «Жива мертвічіна», «Небесні створення», кінотрилогія «Володар перснів», «Кінг-Конг». Брофі також знімався в ролі Норі в серії фільмів «Хоббіт».

## Фільмографія
- 1992 — Chunuk Bair
- 1992 — Absent Without Leave — Джої
- 2002 — Володар перснів: Дві вежі
- 2004 — Fracture
- 2005 — Кінг-Конг
- 2009 — Дев'ятий округ
- 2012 — Хоббіт: Несподівана подорож
- 2013 — Хоббіт: Пустка Смоґа
- 2014 — Хоббіт: Туди і Зворотно
- 2016 — Хроніки Шаннари